# 第1局
第1局（だい いちきょく）は、日本の行政機関である会計検査院の内部部局の一つ。会計検査院事務総局に属する。第1局長が第5局長と並び、他の第2局長・第3局長・第4局長よりも高い俸給表が適用されることから分かるように、、第1局は枢要な局として扱われている。

## 所管業務
第1局に属する各課は、次に掲げる検査を担当する。
- 財務検査第1課
  - 決算、債権、物品の検査の総括
  - 国会、内閣、内閣府（他の課の所掌に属する分を除く）
  - 財務省（他の課の所掌に属する分を除く）、金融庁
  - 日本銀行、預金保険機構、農水産業協同組合貯金保険機構、独立行政法人国立公文書館、独立行政法人北方領土問題対策協会
  - 国の会計経理に関する検査として行う財政状況に関する検査のうち横断的な処理を要するものとして事務総長から特に命ぜられた事項
- 財務検査第2課
  - 国有財産の検査の総括
  - 人事院、内閣府の沖縄の振興及び開発に係る経理、公正取引委員会、カジノ管理委員会、消費者庁
  - 独立行政法人造幣局、独立行政法人国立印刷局、独立行政法人国民生活センター、日本たばこ産業株式会社
- 司法検査課
  - 裁判所、会計検査院、国家公安委員会、法務省
  - 日本司法支援センター
- 総務検査課
  - 内閣府地方創生推進事務局、復興庁、総務省
  - 東日本大震災からの復興に関する事業に係る経理に関する検査のうち横断的な処理を要するものとして事務総長から特に命ぜられた事項
- 外務検査課
  - 外務省
  - 独立行政法人国際協力機構、国際交流基金
- 租税検査第1課
  - 租税検査の総括
  - 財務省主税局、関税局、国税庁、札幌・仙台・関東信越・東京・金沢各国税局、函館・東京・横浜各税関
  - 独立行政法人酒類総合研究所、輸出入・港湾関連情報処理センター株式会社
- 租税検査第2課
  - 名古屋・大阪・広島・高松・福岡・熊本各国税局及び沖縄国税事務所、名古屋・大阪・神戸・門司・長崎各税関及び沖縄地区税関

## 組織

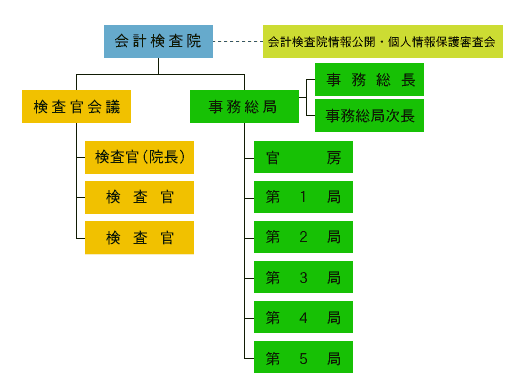
会計検査院組織図

意思決定を行う検査官会議と、検査を実施する事務総局で組織されている会計検査院において、各局は事務総局の下に設置されている。

## 幹部

### 局長
| 氏名     | 前職    | 就任年月日   |
| -------- | ------- | ------------ |
| 田中克生 | 第3局長 | 2023年1月1日 |

### 監理官
金津成彦

### 課長

#### 財務検査第1課長
| 氏名       | 前職                 | 就任年月日   |
| ---------- | -------------------- | ------------ |
| 奈良岡憲治 | 農林水産検査第一課長 | 2023年1月1日 |

#### 財務検査第2課長
野村秀実

#### 司法検査課長
| 氏名     | 前職        | 就任年月日    |
| -------- | ----------- | ------------- |
| 加藤秀一 | 第4局監理官 | 2024年1月22日 |

#### 総務検査課長
| 氏名     | 前職                     | 就任年月日    |
| -------- | ------------------------ | ------------- |
| 安部公崇 | 第3局国土交通検査第3課長 | 2022年2月17日 |

#### 外務検査課長
石井雅人

#### 租税検査第1課長
| 氏名     | 前職                   | 就任年月日   |
| -------- | ---------------------- | ------------ |
| 白川哲也 | 事務総長官房能力開発官 | 2022年4月1日 |

#### 租税検査第2課長
花立敦

## 第1局長
| 氏名      | 在任期間                     | 出身大学等             | 出典         |
| --------- | ---------------------------- | ---------------------- | ------------ |
| 桜田桂    | 2015年4月1日-2016年3月31日   | 東京大学経済学部       | [ 4 ]        |
| 村上 英嗣 | 2016年4月1日-12月1日         | 東京大学教養学部       | [ 5 ] [ 6 ]  |
| 鈴土 靖   | 2016年12月2日-2018年12月31日 | 東京大学農学部         | [ 7 ]        |
| 三田 啓   | 2019年1月1日-2020年12月31日  | 早稲田大学政治経済学部 | [ 8 ]        |
| 内野 正博 | 2021年1月1日-3月31日         | 中央大学大学院         | [ 9 ] [ 10 ] |
| 篠原 栄作 | 2021年4月1日-現職            | 東京大学経済学部       | [ 11 ]       |